# Pilea richardii
Pilea richardii är en nässelväxtart som beskrevs av Ignatz Urban. Pilea richardii ingår i släktet pileor, och familjen nässelväxter. Inga underarter finns listade i Catalogue of Life.